# 손소망
손소망(1991년 8월 22일 ~ )은 대한민국의 영화 배우이다.

### 영화
- 2017년 영화 《두개의 빛: 릴루미노》 ... 테라피 학생 역
- 2021년 영화 《간이역》 ... 은수 역

### 드라마
- 2018년 KBS2 수목 미니시리즈 《추리의 여왕 시즌2》 ... 조수진 역
- 2019년 JTBC 금토 미니시리즈 《보좌관 Season Ⅰ》 ... 이진아 역
- 2020년 tvN 수목 미니시리즈 《오 마이 베이비》 ... 박소망 역
- 2020년 tvN 주말 미니시리즈 《철인왕후》 ... 강 나인 역
- 2021년 디즈니+ 수요 미니시리즈 《너와 나의 경찰수업》 ... 고미강 역
- 2022년 tvN 수목 미니시리즈 《이브》 ... 은담리 역
- 2023년 MBC 금토 미니시리즈 《꼭두의 계절》 ... 사국화 역
- 2023년 ENA 월화 미니시리즈 《남남》 ...  정도희 역
- 2023년 MBC 금토 미니시리즈 《열녀박씨 계약결혼뎐》 ... 마천댁 / 강해령 역
- 2023년 ENA 월화 미니시리즈 《사랑한다고 말해줘》 ... 이은수 역

### 뮤지컬
| 연도 | 제목     | 역할   | 비고 |
| ---- | -------- | ------ | ---- |
| 2019 | 드림스쿨 | 차예린 |      |